# Фурія (БпЛА)
Фурія (БпАК А1-СМ «Фурія» UAS A1-CM “Furia”) — український безпілотний авіаційний комплекс розвідки та корегування вогню артилерії. Розроблений у 2014 році київським підприємством «Атлон Авіа».
Станом на 2021 рік було вироблено понад 100 комплексів у різних модифікаціях для потреб Збройних Сил України, Національної гвардії України, Служби безпеки України. 
З 2014 року безпілотний авіаційний комплекс активно застосовувався в ході проведення Операції об’єднаних сил на сході України для ведення повітряної розвідки і корегування вогню артилерії.
З 2015 року прийнятий на озброєння Національної гвардії. У 2019-2020 роках БпАК пройшов повний перелік Державних випробувань. Офіційно прийнятий на озброєння Збройних Сил України у 2020 році за наслідками успішних державних випробувань.

## Історія
Апарат був розроблений київським НВП «Атлон Авіа» 2014 року.
Влітку 2014-го пройшли випробування можливостей використання безпілотного літального апарата А1С «СІВЕР» на базі Чернігівського науково-випробувального центру ЗСУ, у підсумку яких Міністерством оборони України затверджена можливість його застосування для виконання низки завдань. Згодом, того ж 2014-го, від добровольців було отримано конкретне тактико-технічне завдання і уже восени відбулись перші постачання БпАК до Національної гвардії України.
У військах перші бпла «Фурія» почали з'являтися влітку 2015 року.
Назву «Фурія» вигадали самі бійці, які використовують апарат майже з самого початку бойових дій на Донбасі. Першим батальйоном, який використовував «Фурію», був «Донбас».
21 січня 2015 року відбулося перше представлення БпЛА А1-С.
22 липня 2015 нові безпілотні літальні апарати «Фурія» офіційно прийняті на озброєння Нацгвардією, повідомив міністр внутрішніх справ Арсен Аваков.
БПЛА «Фурія» також знаходяться на озброєнні Збройних сил України.
У 2016 році компанія представила замовнику глибоко модернізовану версію комплексу з індексом А1-СМ, яка пройшла відомчі випробування та була випробувана артилеристами в зоні бойових дій. За оцінками розробників, вартість осучасненого комплексу А1-СМ буде не вищою за $150 тис. в цінах літа 2016 року.

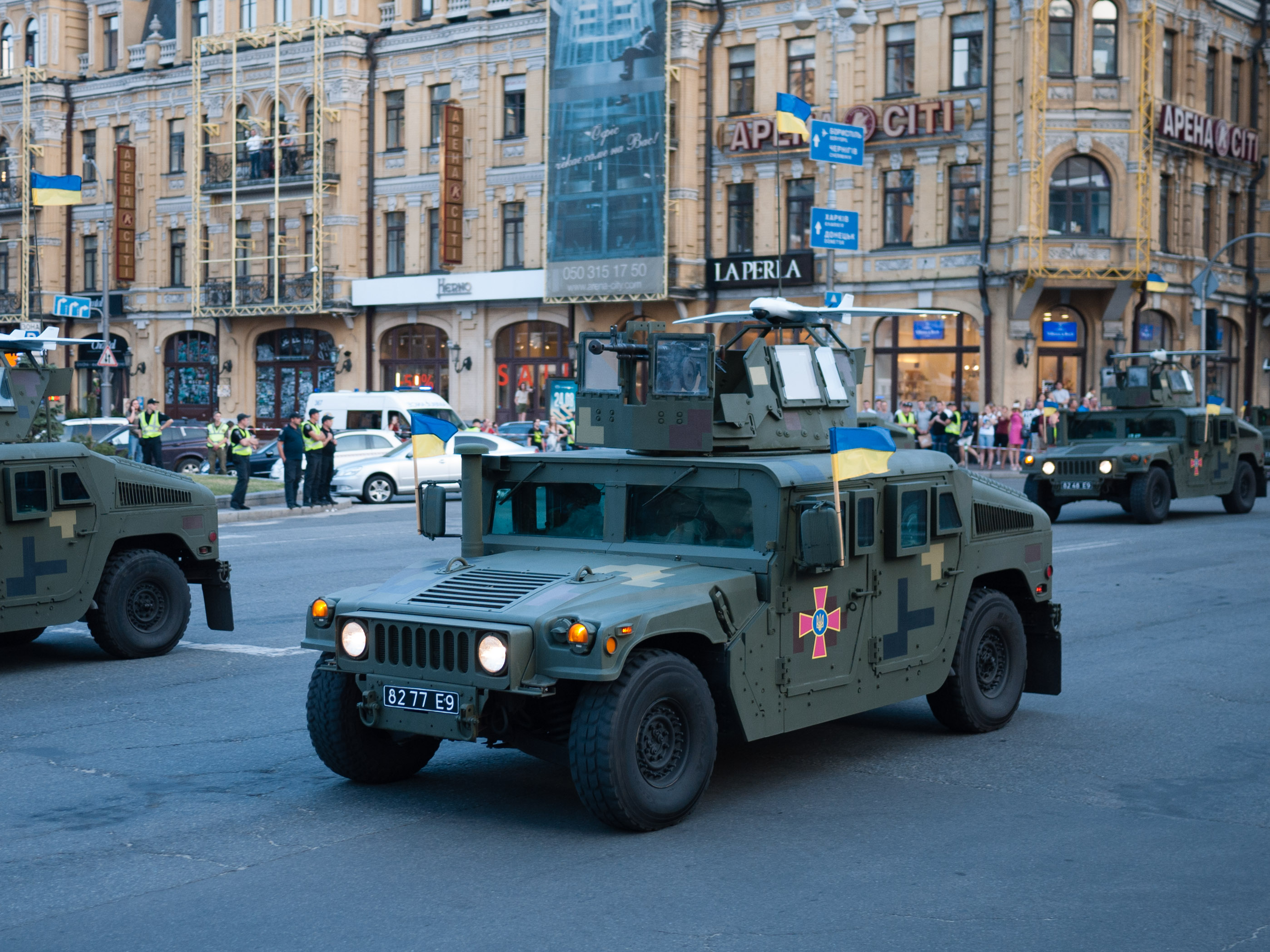
«Фурія» та HMMWV, 2018 р.

За роки війни виробники доправили понад 100 комплексів А1-С та А1-СМ «Фурія» в зону АТО. Початково, комплекс складався із одного літального апарата, наземної станції, антенного комплексу, потім кількість літальних апаратів у складі комплексу зросла до двох, а вже останні вироби були з комплектацією трьох літальних апаратів.

## Склад комплексу
Комплекс містить три БпЛА, три денні модулі корисного навантаження і два нічні модулі корисного навантаження, наземну станцію керування і обробки інформації, антени та додаткове обладнання.
Конструкція планера — «літне крило». При виготовленні безпілотника використовувалися склотканина, вуглецева тканина і карбон. Всі складові зроблені на потужностях підприємства «Атлон Авіа». Завдяки моніторам оператор може стежити за геоінформаційною системою з прив'язкою координат і GPS-позицій літака. Другий монітор призначений для ведення спостереження крізь оптичну камеру. Зображення передається в режимі дійсного часу.
Силовий агрегат електричного типу. Живлення забезпечують дві батареї по 16 тисяч мА/год. БпЛА обладнується денною і нічною системою спостереження і може перебувати в повітрі до трьох годин (залежно від погодних умов).

## Модифікації
- А1-С — перша базова модель, котра надійшла в Нацгвардію як допомога від волонтерів 2014 року.

А1-СМ Фурія. Нововведення: новий вдосконалений кевларовий центроплан (фюзеляж), нове розташування внутрішніх елементів, нова геометрія вертикальних стабілізаторів зі збільшеною площею, легкозамінна силова установка з вібророзв'язкою, штатна парашутна посадка, легкозмінне корисне навантаження, нові бортові і наземні антени, додаткове програмне забезпечення та інше.

## Технічні характеристики[12]
| Характеристика                | Значення                 | Примітка                     |
| ----------------------------- | ------------------------ | ---------------------------- |
| Тип                           | літаюче крило            |                              |
| Злітна маса                   | 5,5 кг                   |                              |
| Максимальний радіус взаємодії | < 50 км                  |                              |
| Дальність польоту             | до 200 км                |                              |
| Силовий агрегат               | електричний двигун       |                              |
| Живлення                      | дві акумуляторні батареї | Li-ion акумулятори 42000 мАг |
| Тривалість польоту            | до 3 годин               |                              |
| Швидкість максимальна         | 130 км/год               |                              |
| Крейсерська швидкість         | 65 км/год                |                              |
| Корисне навантаження          | денна та нічна камера.   | до 1,5кг                     |

## Тактичні характеристики
- Час розгортання з транспортного положення – 15 хв
- Поєднана навігаційна система (ГНСС) та інерціальна навігаційна система
- Можливість виконання польоту у способі радіомовчання
- Захищені цифрові канали керування та передавання даних, стійкі до впливу засобів РЕБ
- Визначення координат об’єктів (цілей) з точністю до 20м з можливістю автосупроводження
- Корегування вогню артилерії з автоматичним розрахунком коректури
- Автоматичне корегування вогню для декількох вогневих позицій
- Можливість встановлення спеціального корисного навантаження (обладнання для ведення радіорозвідки, РХБ розвідки)

## Бойове застосування

### Російсько-українська війна
Безпілотні комплекси БпАК «Фурія» служили в зоні АТО для виконання низки завдань, у тому числі із забезпечення роботи артилерії.
З початком великої московської навали в лютому 2022 року компанія-виробник була вимушена евакуюватись на захід України. Комплекси А1-СМ «Фурія» активно застосовуються на усіх напрямках дій українських артпідрозілів — як вдень, так і вночі. З огляду на становище, було істотно пришвидшено процес ремонту й відновлення БпЛА: якщо раніше відновлення пошкоджених комплексів у межах державного замовлення тривало чи не рік, то, за словами керівника компанії «Атлон Авіа»: «...сьогодні відновлення відбувається значно швидше. Йдеться про лічені дні. За тиждень ми відновлюємо десятки безпілотників».

## Галерея

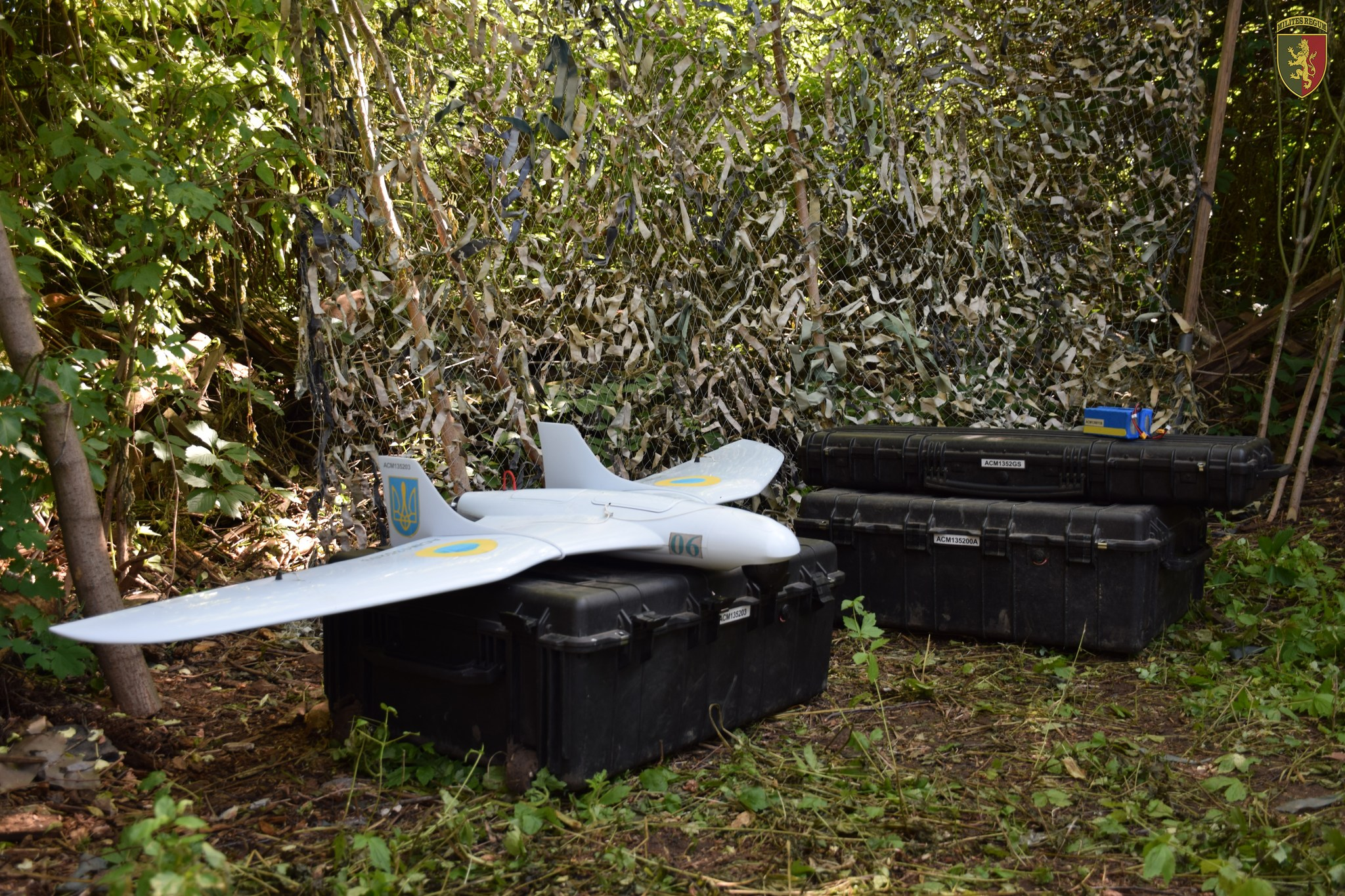
24-та бригада, червень 2022
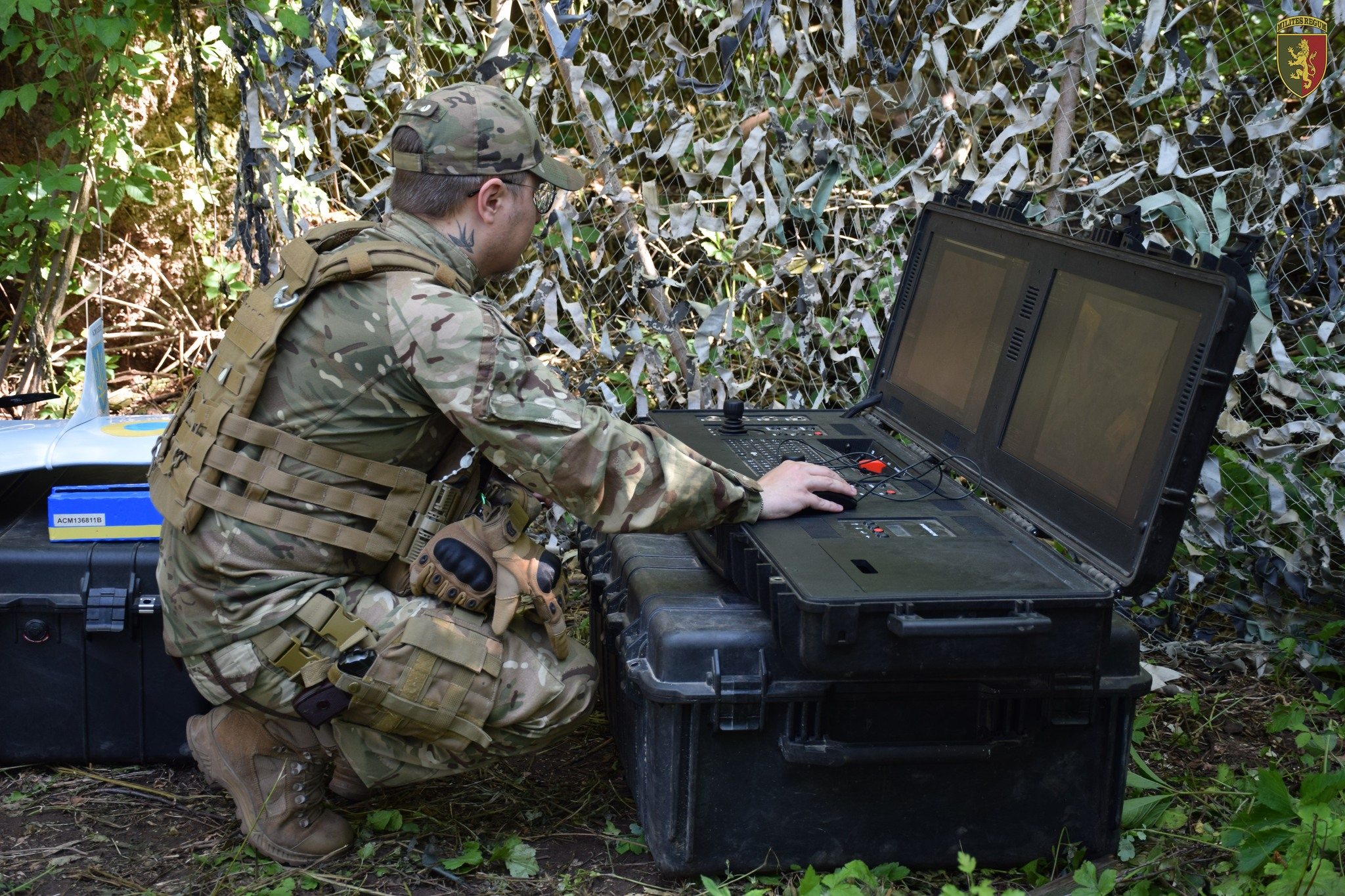
24-та бригада, червень 2022
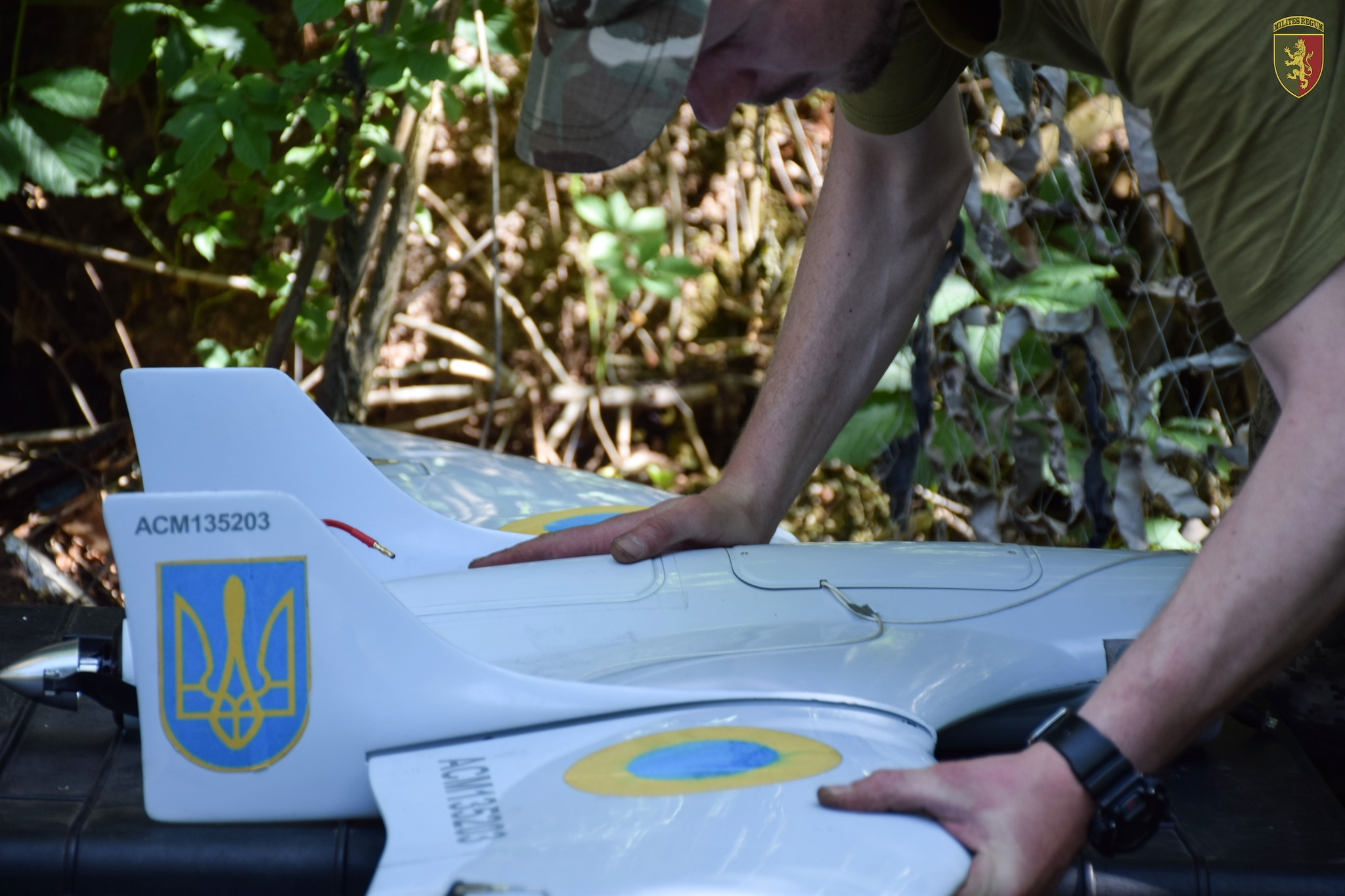
24-та бригада, червень 2022

## Оператори
- ОАЕ: 2020 р. передана цивільна модифікація комплексу; у використанні приватної компанії[15].
- Україна (близько 300 апаратів)[16]:
  - Національна гвардія України[7]
  - Збройні сили України — прийнятий на озброєння Збройних Сил України наказом Міністерства оборони № 115 від 09.04.2020 року. Отримано «десятки» комплексів (точна кількість не розголошується)[15].

### Україна
Станом на 2017 рік, комплекс пройшов відомчі випробування в МОУ і постачався в ЗСУ в межах держзамовлення. Проте не був прийнятий на озброєння офіційно. Передавався до ЗСУ: у 2016 — 5 штук, у 2017 — 10 штук.
Прийнятий на озброєння Збройних Сил України наказом Міністерства оборони № 115 від 09.04.2020 року.
2020 року було передано «десятки» БпАК А1-СМ «Фурія», проведено ремонт та оновлення вже переданих комплексів.
Головний споживач розробки — артилерійські підрозділи бригад, де комплекс служить для розвідки та корегування вогню.
25 серпня 2022 року українська благодійна організація «Фонд Віктора Пінчука» передала 4-м бригадам Збройних Сил України 12 БпЛА «Фурія».